# Jan Willem Bol
Jan Willem Bol (Yerseke, 19 december 1919 – Bunschoten, 31 december 1995) was een Nederlands politicus van de ARP en later het CDA.
Hij werkte op de gemeentesecretarie van Yerseke voor hij in november 1966 benoemd werd tot burgemeester van de Noord-Hollandse gemeente Opperdoes. Vanaf december 1971 was Bol tevens burgemeester van Medemblik. Eind 1976 werd hij de burgemeester van Bunschoten wat hij tot zijn pensionering in januari 1985 zou blijven. Daarna was hij nog van augustus 1985 tot december 1988 waarnemend burgemeester van Brakel geweest. Eind 1995 overleed hij op 76-jarige leeftijd.